# Porto Rico nos Jogos Pan-Americanos
A participação de Porto Rico nos Jogos Pan-Americanos se deu desde a primeira edição do evento, em 1951, em Buenos Aires, Argentina. A nação – que apesar de ser um território dos Estados Unidos compete individualmente nos Jogos – também já foi sede do evento uma vez. A oitava edição dos Pan-Americanos foi realizada na cidade de San Juan entre os dias 1° e 15 de julho de 1979.

## Quadro de medalhas
| Ano   | Sede             | Gold           | Silver | Bronze | Total |
| ----- | ---------------- | -------------- | ------ | ------ | ----- |
| 1951  | Buenos Aires     | não participou |        |        |       |
| 1955  | Cidade do México | 0              | 2      | 2      | 4     |
| 1959  | Chicago          | 0              | 2      | 4      | 6     |
| 1963  | São Paulo        | 0              | 2      | 2      | 4     |
| 1967  | Winnipeg         | 1              | 2      | 3      | 6     |
| 1971  | Cáli             | 2              | 4      | 7      | 13    |
| 1975  | Cidade do México | 0              | 3      | 7      | 10    |
| 1979  | San Juan         | 2              | 9      | 10     | 21    |
| 1983  | Caracas          | 2              | 7      | 6      | 15    |
| 1987  | Indianápolis     | 3              | 6      | 20     | 29    |
| 1991  | Havana           | 5              | 13     | 11     | 27    |
| 1995  | Mar del Plata    | 1              | 9      | 12     | 22    |
| 1999  | Winnipeg         | 1              | 3      | 8      | 12    |
| 2003  | Santo Domingo    | 3              | 4      | 9      | 16    |
| 2007  | Rio de Janeiro   | 3              | 6      | 12     | 21    |
| 2011  | Guadalajara      | 6              | 8      | 8      | 22    |
| Total | Total            | 29             | 80     | 121    | 230   |